# Blusa

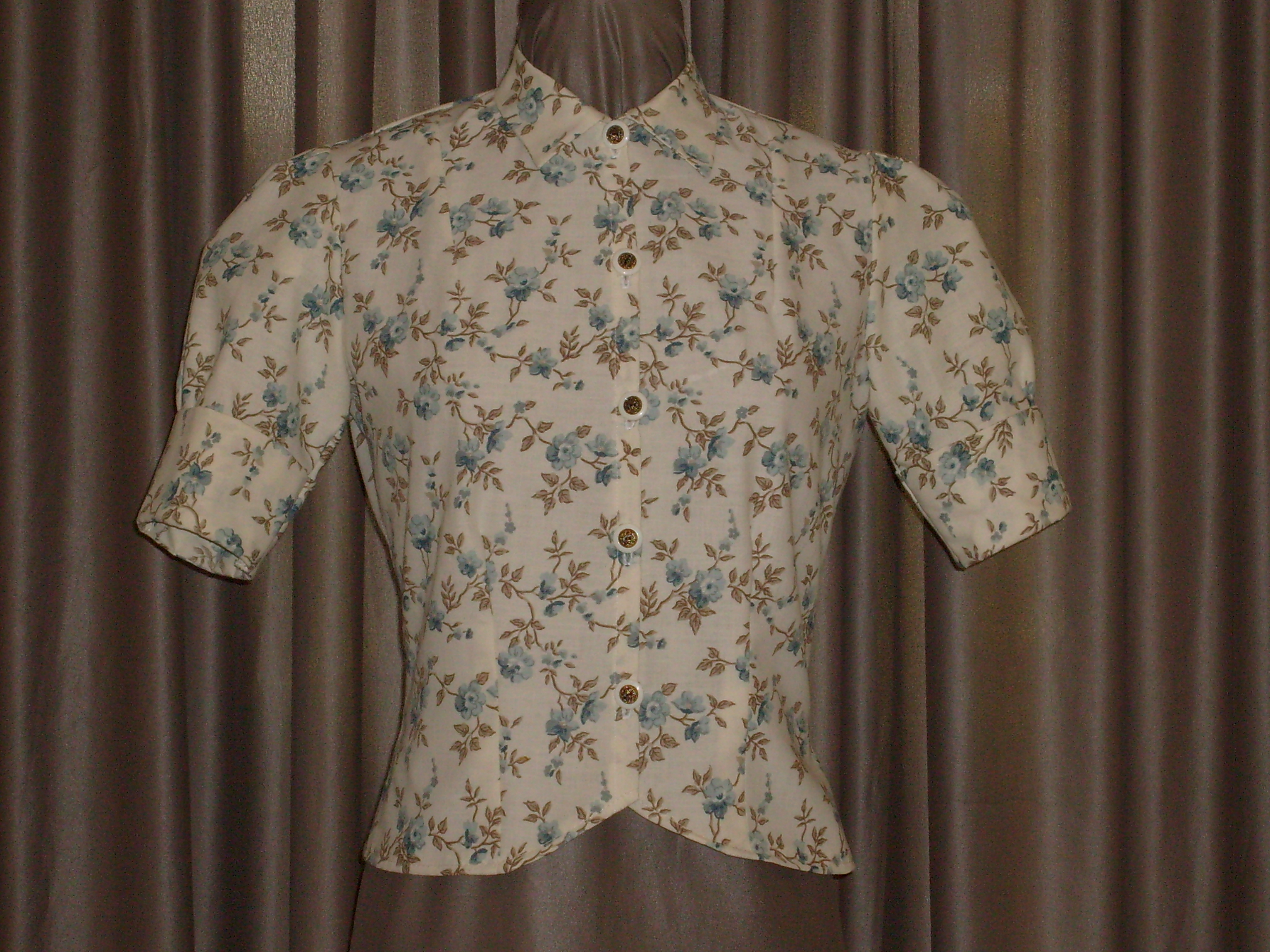
Blusa bianca con decorazione floreale

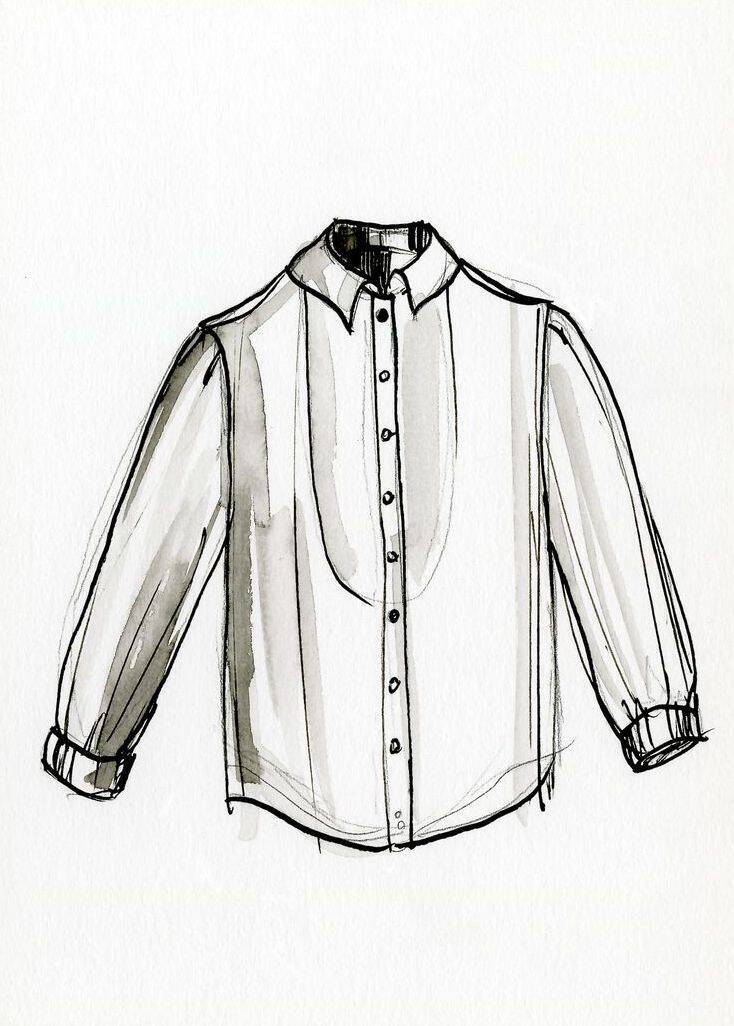
Disegno di una blusa

La blusa (dal francese blouse) è un tipo di camicia di tela, particolarmente ampia e spesso trattenuta in vita da una cintura o una fascia, usata da operai, artigiani, pittori e simili durante il lavoro.
Il senso moderno del termine che spesso è inteso come camiciotto femminile, inizialmente nasce dall'indumento da lavoro d'ufficio delle donne alla fine dell'epoca vittoriana. All'inizio del ventesimo secolo la blusa si evolve a capo d'abbigliamento più elaborato e raffinato ed entra a far parte del guardaroba casual di molte persone.

## Camicia da notte
È costituita da una blusa allungata utilizzata dalle donne come pigiama.

## Curiosità
- È l'indumento del personaggio dei fumetti Paperino.